# П'єси-фантазії
П'єси-фантазії (фр. Morceaux de fantaisie) — цикл Сергія Рахманінова op.3 для фортепіано. Написаний в 1891 році, коли автор вчився на старших курсах Московської консерваторії. Включає п'ять п'єс:
1. Елегія, мі-бемоль мінор;
2. Прелюдія, до-дієз мінор, відома також як «Прелюдія № 1» з циклу 24 прелюдії;
3. Мелодія, Мі мажор;
4. Полішинель (Polichinelle — франкомовний варіант персонажу Пульчінелла з комедії дель арте);
5. Серенада;

Мелодія і Серенада мають дві версії — друга була написана автором у 1940 році.

## Нотні приклади
|  |  |
|  |  |